# Atypophthalmus (Atypophthalmus) multisetosus
Atypophthalmus (Atypophthalmus) multisetosus is een tweevleugelige uit de familie steltmuggen (Limoniidae). De soort komt voor in het Palearctisch gebied.